# Гротмейер, Ян
Ян Якоб Гротмейер (нидерл. Jan Jacob Grootmeijer; 25 июня 1887, Амстердам — 9 октября 1957, там же) — нидерландский спортсмен, крикетист-бэтсмен и футболист, позже крикетный и футбольный судья. На протяжении 17 лет играл за крикетную сборную Нидерландов.
Выступал за крикетный клуб ВВВ (1903—1943) и футбольный клуб «Аякс» (1905—1920), играя на позиции нападающего. Более 15 лет проработал в структуре «Аякса», занимал должности второго секретаря (1912—1913) и первого секретаря клуба (1914—1927).

## Ранние годы
Ян Якоб Гротмейер родился 25 июня 1887 года в Амстердаме, в семье офисного клерка Виллема Фредерика Гротмейера и Гритье Дрейвер. Он был вторым ребёнком в семье — у него был старший брат Виллем Хендрик, младшая сестра Элса Маргарета и младшие братья Юстус Корнелис и Хенни.
Семейство Гротмейеров проживало в доме 32 на улице ван Эгенстрат в районе Виллемспарка.

## Спортивная карьера

### Крикет
С 16 лет Ян играл в крикет в спортивном обществе ВВВ (сокращённо от латинского выражения Veni vidi vici — «пришёл, увидел, победил»), основанном в 1902 году в Амстердаме. В команде так же выступали его братья Вим, Хенни и Юст.

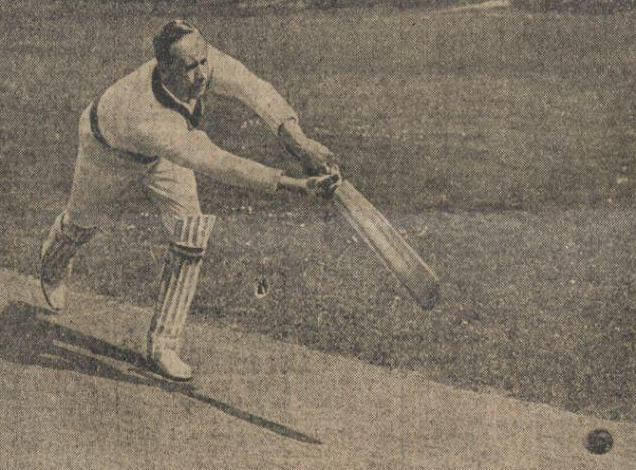
Ян Гротмейер, май 1925 года.

В 1903 году их клуб был принят в Амстердамскую крикетную ассоциацию. В декабре того же года ВВВ потерпел самое крупное поражение в истории, проиграв ХФК из Харлема со счётом 25:0, но главным событием стала победа ВВВ в чемпионате Амстердама.
Столь удачное выступление стало началом постепенного подъёма команды в высший дивизион страны. Вскоре самые талантливые игроки ВВВ Ян Гротмейер, Франс ван дер Ле и Вим ван Клаверен были приглашены в сборную Нидерландов по крикету.
На протяжении 40 лет Ян выступал за ВВВ и был капитаном, в первом классе он заработал для команды 3000 очков и 850 раз попал в калитку. В мае 1943 года он объявил о завершении карьеры.

### Футбол
Помимо игры в крикет, Ян, вместе с Карелом ван дер Ле, выступал за футбольный клуб «Аякс», в котором дебютировал в сезоне 1905/06. В 1912 году Гротмейер получил в клубе должность второго секретаря, а в 1914 году стал первым секретарём и был им вплоть до 1927 года.
В сезоне 1911/12 его команда впервые выступала в высшем футбольном классе страны и заняла восьмое итоговое место, а сам Гротмейер записал на свой счёт один забитый гол в пятнадцати матчах чемпионата. В следующем сезоне Ян стал лучшим бомбардиром команды, забив 7 голов в 10 встречах, на два меньше забил нападающий Адриан Пелсер. В последующих сезонах Гротмейер изредка выступал за «Аякс» и в основном играл за ВВВ в крикет.
В последний раз за красно-белых Ян сыграл в сезоне 1919/20, выйдя на поле с первых минут в заключительном матче чемпионата с ДФК (5:2), состоявшемся 9 мая 1920 года в Амстердаме. Во время матча Гротмейер получил травму, но всё же доиграл до конца.
Впоследствии Ян стал футбольным арбитром и судил матчи чемпионата Нидерландов.
| Клуб             | Сезон            | Первый класс | Первый класс | Кубок Нидерландов | Кубок Нидерландов | Итого | Итого |
| Клуб             | Сезон            | Игры         | Голы         | Игры              | Голы              | Игры  | Голы  |
| ---------------- | ---------------- | ------------ | ------------ | ----------------- | ----------------- | ----- | ----- |
| Аякс             | 1911/12          | 15           | 1            |                   |                   | 15    | 1     |
| Аякс             | 1912/13          | 10           | 7            |                   |                   | 10    | 7     |
| Аякс             | 1913/14          | 1            | 0            |                   |                   | 1     | 0     |
| Аякс             | 1917/18          | 2            | 0            |                   |                   | 2     | 0     |
| Аякс             | 1918/19          | 1            | 0            |                   |                   | 1     | 0     |
| Аякс             | 1919/20          | 1            | 0            |                   |                   | 1     | 0     |
| Аякс             | Итого            | 30           | 8            |                   |                   | 30    | 8     |
| Всего за карьеру | Всего за карьеру | 30           | 8            |                   |                   | 30    | 8     |

## Достижения и звания
- Чемпион Нидерландов (2): 1917/18, 1918/19
- Почётный член футбольного клуба «Аякс»[7].

## Личная жизнь

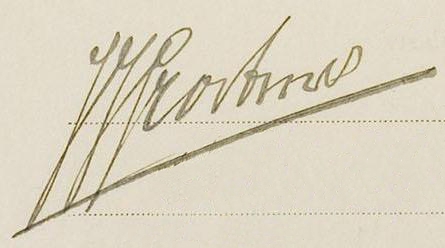
Автограф Гротмейера, оставленный им в день бракосочетания, 12 апреля 1917 г.

В апреле 1917 года Ян женился на 24-летней Гейше Марии де Крёйфф, старшей сестре одноклубника по «Аяксу» Андре де Крёйффа и дочери  бизнесмена Дирка Виллема де Крёйффа, который в начале XX века открыл компанию «Linoleum Krommenie» по производству линолеума.
В этом браке у них родилось двое детей: сын, получивший имя отца, и дочь, названная Элше. Младший Ян Гротмейер в мае 1955 году дебютировал за крикетный клуб ВВВ.
Как заявила дочь Яна, Элше Хогенес-Гротмейер, её отец умер в октябре 1957 года.

### Комментарии
1. ↑  Пробежек (англ. runs). См. правила крикета.
2. ↑  Карел ван дер Ле дебютировал за «Аякс» в сезоне 1909/10.
3. ↑  Без учёта матчей и голов второго и низших классов, Кубка страны и прочих турниров.